# Praecocaspis diversa
Praecocaspis diversa är en insektsart som beskrevs av Ferris 1942. Praecocaspis diversa ingår i släktet Praecocaspis och familjen pansarsköldlöss. Inga underarter finns listade i Catalogue of Life.